# Arno Pijpers
Arnoldus ("Arno") Dick Pijpers (Rotterdam, 21 april 1959) is een Nederlandse voetbaltrainer.

## Carrière
Pijpers werkte als jeugdtrainer onder andere bij Excelsior, Feyenoord en de KNVB, maar verwierf pas echt bekendheid als trainer toen hij in 2000 werd aangesteld als bondscoach van het Estisch voetbalelftal en als hoofdtrainer van Flora Tallinn.

### Estland
Vanaf de kwalificatie voor het WK 2002 gaf Pijpers leiding aan het elftal van Estland. Estland was ingedeeld in groep 2. Van Andorra werd tweemaal gewonnen en tegen Cyprus tweemaal gelijkgespeeld. Dit was niet genoeg om kwalificatie af te dwingen.
Ook in de kwalificatie EK 2004 was Estland niet succesvol genoeg: behalve twee keer winst op Andorra was er een gelijkspel tegen Kroatië en Bulgarije. Bij de kwalificatie WK 2006 werden de eerste wedstrijden, tegen Liechtenstein en Luxemburg, gewonnen. Hierna werd Pijpers' contract echter voortijdig ontbonden na een conflict met Flora Tallinn-voorzitter Aivar Pohlak. Hij werd opgevolgd door zijn landgenoot en vroegere assistent Jelle Goes. Voor zijn verdiensten voor het Estse voetbal ontving Pijpers in 2008 de Orde van het Kruis van Terra Mariana
| Interlands Estland onder leiding van Arno Pijpers | Interlands Estland onder leiding van Arno Pijpers | Interlands Estland onder leiding van Arno Pijpers | Interlands Estland onder leiding van Arno Pijpers | Interlands Estland onder leiding van Arno Pijpers | Interlands Estland onder leiding van Arno Pijpers |
| №                                                 | Datum                                             | Competitie                                        | Thuisploeg                                        | Uitslag                                           | Uitploeg                                          |
| ------------------------------------------------- | ------------------------------------------------- | ------------------------------------------------- | ------------------------------------------------- | ------------------------------------------------- | ------------------------------------------------- |
| 1                                                 | 15 november 2000                                  | Vriendschappelijk                                 | Estland                                           | 1 – 0                                             | Kirgizië                                          |
| 2                                                 | 10 december 2000                                  | Vriendschappelijk                                 | Hongkong                                          | 1 – 2                                             | Estland                                           |
| 3                                                 | 19 maart 2001                                     | Vriendschappelijk                                 | Egypte                                            | 3 – 3                                             | Estland                                           |
| 4                                                 | 28 maart 2001                                     | WK-kwalificatie                                   | Cyprus                                            | 2 – 2                                             | Estland                                           |
| 5                                                 | 25 april 2001                                     | Vriendschappelijk                                 | Moldavië                                          | 0 – 0                                             | Estland                                           |
| 6                                                 | 9 mei 2001                                        | Vriendschappelijk                                 | Estland                                           | 1 – 1                                             | Finland                                           |
| 7                                                 | 2 juni 2001                                       | WK-kwalificatie                                   | Estland                                           | 2 – 4                                             | Nederland                                         |
| 8                                                 | 6 juni 2001                                       | WK-kwalificatie                                   | Estland                                           | 0 – 2                                             | Ierland                                           |
| 9                                                 | 3 juli 2001                                       | Baltic Cup                                        | Letland                                           | 3 – 1                                             | Estland                                           |
| 10                                                | 4 juli 2001                                       | Baltic Cup                                        | Estland                                           | 2 – 5                                             | Litouwen                                          |
| 11                                                | 15 augustus 2001                                  | WK-kwalificatie                                   | Estland                                           | 2 – 2                                             | Cyprus                                            |
| 12                                                | 5 september 2001                                  | WK-kwalificatie                                   | Nederland                                         | 5 – 0                                             | Estland                                           |
| 13                                                | 6 oktober 2001                                    | WK-kwalificatie                                   | Portugal                                          | 5 – 0                                             | Estland                                           |
| 14                                                | 10 november 2001                                  | Vriendschappelijk                                 | Griekenland                                       | 4 – 2                                             | Estland                                           |
| 15                                                | 14 november 2001                                  | Vriendschappelijk                                 | Estland                                           | 0 – 0                                             | Kazachstan                                        |
| 16                                                | 14 maart 2002                                     | Vriendschappelijk                                 | Estland                                           | 2 – 0                                             | Saoedi-Arabië                                     |
| 17                                                | 27 maart 2002                                     | Vriendschappelijk                                 | Estland                                           | 2 – 1                                             | Rusland                                           |
| 18                                                | 18 mei 2002                                       | Vriendschappelijk                                 | Polen                                             | 1 – 0                                             | Estland                                           |
| 19                                                | 21 mei 2002                                       | Vriendschappelijk                                 | San Marino                                        | 0 – 1                                             | Estland                                           |
| 20                                                | 3 juli 2002                                       | Vriendschappelijk                                 | Estland                                           | 0 – 0                                             | Azerbeidzjan                                      |
| 21                                                | 7 juli 2002                                       | Vriendschappelijk                                 | Kazachstan                                        | 1 – 1                                             | Estland                                           |
| 22                                                | 21 augustus 2002                                  | Vriendschappelijk                                 | Estland                                           | 1 – 0                                             | Moldavië                                          |
| 23                                                | 7 september 2002                                  | EK-kwalificatie                                   | Kroatië                                           | 0 – 0                                             | Estland                                           |
| 24                                                | 12 oktober 2002                                   | Vriendschappelijk                                 | Estland                                           | 3 – 2                                             | Nieuw-Zeeland                                     |
| 25                                                | 16 oktober 2002                                   | EK-kwalificatie                                   | Estland                                           | 0 – 1                                             | België                                            |
| 26                                                | 20 november 2002                                  | Vriendschappelijk                                 | Estland                                           | 2 – 0                                             | IJsland                                           |
| 27                                                | 9 februari 2003                                   | Vriendschappelijk                                 | Ecuador                                           | 1 – 0                                             | Estland                                           |
| 28                                                | 12 februari 2003                                  | Vriendschappelijk                                 | Ecuador                                           | 2 – 1                                             | Estland                                           |
| 29                                                | 16 februari 2003                                  | Vriendschappelijk                                 | China                                             | 1 – 0                                             | Estland                                           |
| 30                                                | 29 maart 2003                                     | Vriendschappelijk                                 | Estland                                           | 2 – 1                                             | Canada                                            |
| 31                                                | 2 april 2003                                      | EK-kwalificatie                                   | Estland                                           | 0 – 0                                             | Bulgarije                                         |
| 32                                                | 30 april 2003                                     | EK-kwalificatie                                   | Andorra                                           | 0 – 2                                             | Estland                                           |
| 33                                                | 7 juni 2003                                       | EK-kwalificatie                                   | Estland                                           | 2 – 0                                             | Andorra                                           |
| 34                                                | 11 juni 2003                                      | EK-kwalificatie                                   | Estland                                           | 0 – 1                                             | Kroatië                                           |
| 35                                                | 3 juli 2003                                       | Baltic Cup                                        | Estland                                           | 1 – 5                                             | Litouwen                                          |
| 36                                                | 5 juli 2003                                       | Baltic Cup                                        | Estland                                           | 0 – 0                                             | Letland                                           |
| 37                                                | 20 augustus 2003                                  | Vriendschappelijk                                 | Estland                                           | 1 – 2                                             | Polen                                             |
| 38                                                | 6 september 2003                                  | EK-kwalificatie                                   | Bulgarije                                         | 2 – 0                                             | Estland                                           |
| 39                                                | 11 oktober 2003                                   | EK-kwalificatie                                   | België                                            | 2 – 0                                             | Estland                                           |
| 40                                                | 15 november 2003                                  | Vriendschappelijk                                 | Albanië                                           | 2 – 0                                             | Estland                                           |
| 41                                                | 19 november 2003                                  | Vriendschappelijk                                 | Hongarije                                         | 0 – 1                                             | Estland                                           |
| 42                                                | 17 december 2003                                  | Vriendschappelijk                                 | Saoedi-Arabië                                     | 1 – 1                                             | Estland                                           |
| 43                                                | 20 december 2003                                  | Vriendschappelijk                                 | Oman                                              | 3 – 1                                             | Estland                                           |
| 44                                                | 14 februari 2004                                  | Malta Toernooi                                    | Wit-Rusland                                       | 1 – 2                                             | Estland                                           |
| 45                                                | 16 februari 2004                                  | Malta Toernooi                                    | Malta                                             | 5 – 2                                             | Estland                                           |
| 46                                                | 18 februari 2004                                  | Malta Toernooi                                    | Estland                                           | 1 – 0                                             | Moldavië                                          |
| 47                                                | 31 maart 2004                                     | Vriendschappelijk                                 | Estland                                           | 0 – 1                                             | Noord-Ierland                                     |
| 48                                                | 28 april 2004                                     | Vriendschappelijk                                 | Estland                                           | 1 – 1                                             | Albanië                                           |
| 49                                                | 27 mei 2004                                       | Vriendschappelijk                                 | Estland                                           | 0 – 1                                             | Schotland                                         |
| 50                                                | 30 mei 2004                                       | Vriendschappelijk                                 | Estland                                           | 2 – 2                                             | Denemarken                                        |
| 51                                                | 6 juni 2004                                       | Vriendschappelijk                                 | Tsjechië                                          | 2 – 0                                             | Estland                                           |
| 52                                                | 11 juni 2004                                      | Vriendschappelijk                                 | Estland                                           | 2 – 4                                             | Macedonië                                         |
| 53                                                | 18 augustus 2004                                  | WK-kwalificatie                                   | Liechtenstein                                     | 1 – 2                                             | Estland                                           |
| 54                                                | 4 september 2004                                  | WK-kwalificatie                                   | Estland                                           | 4 – 0                                             | Luxemburg                                         |
| 55                                                | 8 september 2004                                  | WK-kwalificatie                                   | Portugal                                          | 4 – 0                                             | Estland                                           |

Toen Pijpers zijn contract had uitgezeten keerde hij kortstondig terug in Nederland, waar hij een jaar technisch directeur van Utrecht was. Daarna werd hij aangesteld als bondscoach van Kazachstan.

### Kazachstan
Pijpers gaf leiding aan Kazachstans eerste deelname aan kwalificatie voor een EK. Bij de EK 2008 kwalificatie werd gewonnen van Servië en Armenië en gelijkgespeeld tegen België (2x) en Azerbeijdjan (2x). Hoewel dit onvoldoende was om te kwalificeren, was de Kazachse bond tevreden en werd Pijpers contract verlengd tot na de kwalificaties voor WK 2010.
Na een teleurstellend begin van de WK-kwalificatiereeks (3-0 winst op Andorra, verlies tegen Kroatië en Oekraïne) werd Pijpers in september 2008 door de Kazachse voetbalbond ontslagen.
Hij had de nationale selectie in totaal 36 duels onder zijn hoede: zeven overwinningen, elf gelijke spelen en achttien nederlagen. Pijpers werd opgevolgd door de Duitser Bernd Storck.
| Interlands Kazachstan onder leiding van Arno Pijpers | Interlands Kazachstan onder leiding van Arno Pijpers | Interlands Kazachstan onder leiding van Arno Pijpers | Interlands Kazachstan onder leiding van Arno Pijpers | Interlands Kazachstan onder leiding van Arno Pijpers | Interlands Kazachstan onder leiding van Arno Pijpers |
| №                                                    | Datum                                                | Competitie                                           | Thuisploeg                                           | Uitslag                                              | Uitploeg                                             |
| ---------------------------------------------------- | ---------------------------------------------------- | ---------------------------------------------------- | ---------------------------------------------------- | ---------------------------------------------------- | ---------------------------------------------------- |
| 1                                                    | 14 februari 2006                                     | Vriendschappelijk                                    | Jordanië                                             | 2 – 0                                                | Kazachstan                                           |
| 2                                                    | 24 februari 2006                                     | Vriendschappelijk                                    | Noord-Korea                                          | 0 – 0                                                | Kazachstan                                           |
| 3                                                    | 28 februari 2006                                     | Cyprus Toernooi                                      | Finland                                              | 0 – 0                                                | Kazachstan                                           |
| 4                                                    | 1 maart 2006                                         | Cyprus Toernooi                                      | Griekenland                                          | 2 – 0                                                | Kazachstan                                           |
| 5                                                    | 2 juli 2006                                          | Vriendschappelijk                                    | Kazachstan                                           | 4 – 1                                                | Tadzjikistan                                         |
| 6                                                    | 5 juli 2006                                          | Vriendschappelijk                                    | Kazachstan                                           | 1 – 0                                                | Kirgizië                                             |
| 7                                                    | 16 augustus 2006                                     | EK-kwalificatie                                      | België                                               | 0 – 0                                                | Kazachstan                                           |
| 8                                                    | 6 september 2006                                     | EK-kwalificatie                                      | Azerbeidzjan                                         | 1 – 1                                                | Kazachstan                                           |
| 9                                                    | 7 oktober 2006                                       | EK-kwalificatie                                      | Kazachstan                                           | 0 – 1                                                | Polen                                                |
| 10                                                   | 11 oktober 2006                                      | EK-kwalificatie                                      | Kazachstan                                           | 0 – 2                                                | Finland                                              |
| 11                                                   | 15 november 2006                                     | EK-kwalificatie                                      | Portugal                                             | 3 – 0                                                | Kazachstan                                           |
| 12                                                   | 24 december 2006                                     | King's Cup                                           | Singapore                                            | 0 – 0                                                | Kazachstan                                           |
| 13                                                   | 26 december 2006                                     | King's Cup                                           | Vietnam                                              | 2 – 1                                                | Kazachstan                                           |
| 14                                                   | 28 december 2006                                     | King's Cup                                           | Thailand                                             | 2 – 2                                                | Kazachstan                                           |
| 15                                                   | 7 februari 2007                                      | Vriendschappelijk                                    | China                                                | 2 – 1                                                | Kazachstan                                           |
| 16                                                   | 7 maart 2007                                         | Vriendschappelijk                                    | Kazachstan                                           | 2 – 0                                                | Kirgizië                                             |
| 17                                                   | 9 maart 2007                                         | Vriendschappelijk                                    | Azerbeidzjan                                         | 0 – 1                                                | Kazachstan                                           |
| 18                                                   | 11 maart 2007                                        | Vriendschappelijk                                    | Kazachstan                                           | 1 – 1                                                | Oezbekistan                                          |
| 19                                                   | 24 maart 2007                                        | EK-kwalificatie                                      | Kazachstan                                           | 2 – 1                                                | Servië                                               |
| 20                                                   | 2 juni 2007                                          | EK-kwalificatie                                      | Kazachstan                                           | 1 – 2                                                | Armenië                                              |
| 21                                                   | 6 juni 2007                                          | EK-kwalificatie                                      | Kazachstan                                           | 1 – 1                                                | Azerbeidzjan                                         |
| 22                                                   | 22 augustus 2007                                     | EK-kwalificatie                                      | Finland                                              | 2 – 1                                                | Kazachstan                                           |
| 23                                                   | 8 september 2007                                     | Vriendschappelijk                                    | Kazachstan                                           | 1 – 1                                                | Tadzjikistan                                         |
| 24                                                   | 12 september 2007                                    | EK-kwalificatie                                      | Kazachstan                                           | 2 – 2                                                | België                                               |
| 25                                                   | 13 oktober 2007                                      | EK-kwalificatie                                      | Polen                                                | 3 – 1                                                | Kazachstan                                           |
| 26                                                   | 17 oktober 2007                                      | EK-kwalificatie                                      | Kazachstan                                           | 1 – 2                                                | Portugal                                             |
| 27                                                   | 21 november 2007                                     | EK-kwalificatie                                      | Armenië                                              | 0 – 1                                                | Kazachstan                                           |
| 28                                                   | 24 november 2007                                     | EK-kwalificatie                                      | Servië                                               | 1 – 0                                                | Kazachstan                                           |
| 29                                                   | 3 februari 2008                                      | Vriendschappelijk                                    | Azerbeidzjan                                         | 0 – 0                                                | Kazachstan                                           |
| 30                                                   | 6 februari 2008                                      | Vriendschappelijk                                    | Kazachstan                                           | 0 – 1                                                | Moldavië                                             |
| 31                                                   | 26 maart 2008                                        | Vriendschappelijk                                    | Armenië                                              | 1 – 0                                                | Kazachstan                                           |
| 32                                                   | 23 mei 2008                                          | Vriendschappelijk                                    | Rusland                                              | 6 – 0                                                | Kazachstan                                           |
| 33                                                   | 27 mei 2008                                          | Vriendschappelijk                                    | Montenegro                                           | 3 – 0                                                | Kazachstan                                           |
| 34                                                   | 20 augustus 2008                                     | WK-kwalificatie                                      | Kazachstan                                           | 3 – 0                                                | Andorra                                              |
| 35                                                   | 6 september 2008                                     | WK-kwalificatie                                      | Kroatië                                              | 3 – 0                                                | Kazachstan                                           |
| 36                                                   | 10 september 2008                                    | WK-kwalificatie                                      | Kazachstan                                           | 1 – 3                                                | Oekraïne                                             |

Tijdens zijn termijn als bondscoach van het Kazachs voetbalelftal was hij ook hoofdtrainer bij Astana. Met deze club won hij in 2006 de Kazachse competitie.

### Rusland en verder
Van 2008 tot en met 2010 was Pijpers werkzaam bij het Russische Zenit St. Petersburg. Hier fungeerde hij onder andere als assistent-trainer bij het tweede elftal en als hoofd jeugdopleiding. Op 27 februari 2010 werd bekend dat Pijpers in dienst trad bij Willem II tot het einde van het lopende seizoen. Twee maanden later, op 23 april, werd bekend dat Pijpers de club vroegtijdig zou verlaten wegens gezondheidsredenen, toen bleek dat de nacompetitie niet meer ontlopen kon worden.
Later trainde hij nog Estland onder 19 en FC Taraz in Kazachstan. In januari 2017 werd Pijpers aangesteld als trainer van FC Flora Tallinn, dit deed hij één seizoen.
In 2024 ging hij opnieuw in Estland aan de slag, ditmaal als assistent-bondscoach onder hoofdcoach Jürgen Henn. 

## Erelijst
- EK jeugd onder 17, 3e plaats
- Kampioen van Estland: 2001, 2002, 2003
- SuperCup van Estland: 2002, 2003
- Kampioen van Kazachstan: 2006